# 黑须成美
黑须成美（日语：黒須 成美，1991年10月22日—）是一名日本现代五项运动员，身高1.59米，体重52千克。曾参加2010年广州亚运会现代五项比赛，并获得女子个人第六名。